# Desa Cikasungka (administrativ by i Indonesien, lat -7,00, long 107,82)
Desa Cikasungka är en administrativ by i Indonesien.   Den ligger i provinsen Jawa Barat, i den västra delen av landet, 140 km sydost om huvudstaden Jakarta.